# Krasnoflotski
Krasnoflotski (Краснофлотский (rus)) és un possiólok (vila) del krai de Krasnodar, a Rússia.
Pertany al possiólok de Xirotxanka, pertanyent aquest a la ciutat de Ieisk.

## Geografia
És a 6 km al sud de Ieisk i a 187 km al nord-oest de Krasnodar. Es troba a les terres baixes del Kuban-Azov, a la península de Ieisk.

## Població
Segons el cens, tenia 2205 habitantes el 2010.